# ジャネット・サズマン
デイム・ジャネット・サズマン（Dame Janet Suzman, DBE、1939年2月5日 - ）は、南アフリカ共和国出身のイギリスで活躍する女優。ジャネット・スズマンとも表記される。

## 来歴
南アフリカ連邦（現・南アフリカ共和国）ヨハネスブルグ出身。ユダヤ系。伯母は反アパルトヘイト活動家、政治家のヘレン・スズマン。
ウィットウォーターズランド大学に学んだ後、ロンドンに渡り、ロンドン・アカデミー・オブ・ミュージック・アンド・ドラマティック・アート(LAMDA)に入学。 1962年に舞台デビューし、1963年にロイヤル・シェイクスピア・カンパニーに所属する。1971年、映画『ニコライとアレクサンドラ』でロシア皇帝ニコライ2世の皇后アレクサンドラ役を演じて第44回アカデミー賞でアカデミー主演女優賞にノミネートされた。
2011年、デイム・コマンダー（DBE）を授与された。
元夫は「キャッツ」や「レ・ミゼラブル」の演出で知られる演出家のトレヴァー・ナン（1969年 - 1986年）。

## 主な出演作品
- ニコライとアレクサンドラ Nicholas and Alexandra (1971)
- ドラブル The Black Windmill (1974)
- アントニーとクレオパトラ Antony and Cleopatra (1974) テレビ映画
- さすらいの航海 Voyage of the Damned (1976)
- ナチ・ハンター/アイヒマンを追え The House on Garibaldi Street (1979) テレビ映画
- ニジンスキー Nijinsky (1980)
- 英国式庭園殺人事件 The Draughtsman's Contract (1982)
- そして船は行く E la nave va (1983)
- ガンジーと総督/自由への長い道 Lord Mountbatten: The Last Viceroy (1986) テレビミニシリーズ
- 歌う大捜査線 The Singing Detective (1986) テレビミニシリーズ
- 白く渇いた季節 A Dry White Season (1989)
- ナンズ・オンザ・ラン 走れ!尼さん Nuns on the Run (1990)
- アドルフの画集 Max (2002)
- ロンドン警視庁犯罪ファイル Trial & Retribution (2006 - 2007) テレビドラマ
- アメイジング・ワールド/勇士の帰還 The Colour of Magic (2008) テレビミニシリーズ